# Flaszowcowce
Flaszowcowce (Annonales Lindl.) – monotypowy rząd roślin obejmujący rodzinę flaszowcowate, wyróżniony w systemie Reveala (1999) i umieszczony tamże w klasie Magnoliopsida. 

## Systematyka
Pozycja w systemie Reveala
Gromada okrytonasienne (Magnoliophyta Cronquist), podgromada Magnoliophytina Frohne & U. Jensen ex Reveal, klasa Magnoliopsida Brongn., podklasa Magnoliidae Novák ex Takht., nadrząd Magnolianae Takht., rząd flaszowcowce (Annonales Lindl.), rodzina flaszowcowate (Annonaceae Juss.).
W systemie z 2008 James L. Reveal nie wyróżnia już flaszowcówców w randze rzędu zaliczając rodzinę flaszowcowatych do rzędu magnoliowców Magnoliales.
System APG II
Flaszowcowate stanowią jedno z późniejszych odgałęzień linii rozwojowych zaliczanych do rzędu magnoliowców Magnoliales. W obrębie tego rzędu rodzina flaszowców jest umieszczona w systemie APG II opublikowanym w 2003 r. (współtworzonym zresztą przez Reveala). Podobnie w rzędzie magnoliowców rodzina flaszowcowatych umieszczona była w systemie Cronquista (1981).